# Ziglipton huedepohli
Ziglipton huedepohli är en skalbaggsart som beskrevs av Komiya och Alain Drumont 2004. Ziglipton huedepohli ingår i släktet Ziglipton och familjen långhorningar.
Artens utbredningsområde är Filippinerna. Inga underarter finns listade i Catalogue of Life.